# 唯川希
唯川 希（ゆいかわ のぞみ、1994年2月23日 - ）は、日本のAV女優。ファンスタープロモーション所属。

## 略歴・人物
東京都出身。2016年6月、宇宙企画35周年記念の逸材発掘プロジェクトの第2弾女優「最上架純（もがみ かすみ）」としてAVデビュー。専属女優として4作品に出演。所属事務所はツートッププロモーション。
同年11月、アイデアポケットの専属女優「唯川希」として再デビュー。

## 出演作品

### アダルトDVD
2016年
- 純真 最上架純 AV Debut 〜19歳ショートカット美少女の初撮りSEX〜（6月24日、宇宙企画）
- 学校でしようよ（7月22日、宇宙企画）
- 宇宙少女 最上架純のやみつき高級エステ（8月12日、宇宙企画）
- 美少女のおま●こ、くぱぁ。（9月23日、宇宙企画）
- 「終電ないなら送りますよ…」 そのままヤラせてくれた一般人がAV女優へ!? 可愛いすぎる素人娘そのまま専属契約!?（11月25日、アイデアポケット）
- 激ピストン!大絶頂!大潮噴き!（12月25日、アイデアポケット）

2017年
- 【個人撮影】 都内の有名女子校に通うヤリマン女子校生のぞみのハメ撮り動画が流出! 【高画質】 何度もマジイキするほど陶酔するプライベートセックス（2月1日、アイデアポケット）
- ぽんこつChan AVデビューさせちゃいます!? ぽんこつFile.02（2月3日、プレステージ）※「のぞみ」名義
- 寝取らせ 18（2月3日、DOC）※「のぞみ」名義
- ホンナマ。温泉NTR（3月25日、ビッグモーカル）
- 夫の実家で起こった悲劇（4月6日、グローリークエスト）
- 門限までに帰りたい人妻風俗嬢による「必要以上」のサービスを見てにやにや楽しんだ。（4月25日、ワンズファクトリー）
- 厳しい母とその友人がエロすぎたから子作り（4月25日、ZUKKON/BAKKON）
- 妻がBBQでヤリサーに中出しされまくってる動画をネットで発見してしまった（5月19日、ミセスの素顔）
- 相席居酒屋でナンパした仲良し2人組をお持ち帰り。 コソコソHしていると隣の部屋にいるガードの堅い女友達はヤラせてくれるか 【其の17】（6月1日、変態紳士倶楽部）
- 完全盗撮 同じアパートに住む美人妻2人と仲良くなって部屋に連れ込んでめちゃくちゃセックスした件。其の10（6月1日、変態紳士倶楽部）
- 1人カラオケ店の個室で痙攣絶頂して何度もイキ果てる丸の内OLオナニー盗撮 3（6月1日、変態紳士倶楽部）
- 妻がBBQでヤリサーに寝取られる動画をネットで発見! ベロベロに泥酔させて意識飛んでる隙に妻も女友達も中出しされていた（6月7日、かぐや姫Pt）
- ラブラブカップルのハメ撮り動画流出スペシャル（6月9日、S級素人）※「かすみ」名義
- 女のイヤらしいペニバン腰使い＆男の変態な腰くねり（6月13日、M男パラダイス）
- ガチナンパ! しろうと女神OL降臨!6人全員SEX大成功!! 悩める男子にラブラブ性講習!（6月15日、ピーターズ）
- 清楚ビッチJKが家に侵入 娘が連れてきた友達は既婚者好きのド淫乱少女だった! 家族に見付からないよう隠れて僕に中出し懇願してくるので正直困った（7月7日、かぐや姫Pt）
- 清純な彼女のエッチな好奇心（7月13日、S-Cute）
- 男の性感帯支配 〜はじめての快感〜（7月19日、MEGAMI）
- 痴女のエロいベロ接吻手コキ（8月7日、MEGAMI）
- イマドキの清楚な美人って、実は淫らで敏感（9月1日、S-Cute）
- かわいい奥さん。 発見! 平凡な専業主婦。 私セックスしたいなぁ〜と思って…。（9月13日、MARX）
- 「あっ!ナマで入っちゃった!」 凄テクオイル素股でチ○ポをマ○コに擦りつけてたら思わずフル勃起からの生挿入! 本番禁止のはずなのに生中出しSEXまでしちゃった4人のスレンダー微乳デリヘル嬢（10月19日、グローリークエスト）
- 美少女はちょっとスケベなくらいがちょうどいい。身も心も素直な女の子のSEX事情（11月1日、S-Cute）